# Tân Phước 2
Tân Phước 2 là một xã thuộc tỉnh Đồng Tháp, Việt Nam.

## Địa lý
Xã Tân Phước 2 có vị trí địa lý:
- Phía Đông giáp xã Tân Phước 1
- Phía Tây giáp xã Thạnh Phú và tỉnh Tây Ninh.
- Phía Nam giáp phường Mỹ Phước Tây và xã Tân Phú
- Phía Bắc giáp tỉnh Tây Ninh.

Xã Tân Phước 2 có diện tích 89,40 km², dân số năm 2025 là 10.849 người, mật độ dân số đạt 121 người/km².

## Lịch sử
Ngày 16 tháng 6 năm 2025, Ủy ban Thường vụ Quốc hội ban hành Nghị quyết số 1663/NQ-UBTVQH15 về việc sắp xếp các đơn vị hành chính cấp xã của tỉnh Đồng Tháp năm 2025 (nghị quyết có hiệu lực từ ngày 1 tháng 7 năm 2025). Theo đó, hợp nhất các xã Thạnh Tân, Thạnh Hòa và Tân Hòa Tây thành xã Tân Phước 2.